# John Lee (wioślarz)
John A. Lee (ur. 1 marca 1948) – australijski wioślarz, olimpijczyk.
Reprezentował Australię na Letnich Igrzyskach Olimpijskich 1972, które odbyły się w Monachium.